# 多利納 (姆利尼夫區)
50°33′29″N 25°30′57″E / 50.55806°N 25.51583°E
多利納（烏克蘭語：Долина），是烏克蘭西北部的村莊，隸屬里夫內州的杜布諾區。該村面積3.75平方公里，海拔高度215米，2001年人口23，人口密度每平方公里6.1人。